# Meandros
Meandros è un film documentario del 2010 diretto dai registi colombiani Hector Ulloque Franco e Manuel Ruíz Montealegre.
Il film è stato presentato  al Festival del cinema africano, d'Asia e America Latina di Milano 2011.

## Trama
Guaviare è una regione della Colombia amazzonica devastata da lunghi anni dal conflitto armato e dal traffico di droga.
Il documentario offre uno sguardo sulla vita quotidiana e sull'eroismo silenzioso degli abitanti, dando loro voce per comprendere le motivazioni profonde che li spingono a difendere con coraggio i loro villaggi. Meandros dà spazio al punto di vista di una comunità di contadini per contrastare la narrazione ufficiale degli organi d'informazione che spesso tendono a nascondere il pensiero delle popolazioni indigene sulle questioni della terra e della sopravvivenza.

## Fonte
- Scheda del film su http://www.festivalcinemaafricano.org/ (testo rilasciato con licenza CC-BY-SA)